# Hiantopora intermedia
Hiantopora intermedia är en mossdjursart som först beskrevs av James Barrie Kirkpatrick 1890.  Hiantopora intermedia ingår i släktet Hiantopora och familjen Hiantoporidae. Inga underarter finns listade i Catalogue of Life.